# Serock (Lublin)
Pour les articles homonymes, voir Serock (homonymie).
Serock (prononciation : [ˈsɛrɔt͡sk]) est un village polonais de la gmina de Firlej dans le powiat de Lubartów de la voïvodie de Lublin dans l'est de la Pologne.
Il se situe à environ 2 kilomètres au nord-est de Firlej (siège de la gmina), 13 kilomètres au nord-ouest de Lubartów (siège du powiat) et 36 kilomètres au nord de Lublin (capitale de la voïvodie).

## Histoire
De 1975 à 1998, le village est attaché administrativement à l'ancienne Voïvodie de Lublin.

Depuis 1999, il fait partie de la nouvelle voïvodie de Lublin.